# أدهم مخادمة
أدهم مخادمة (مواليد 14 فبراير 1987 في إربد) هو حكم كرة قدم أردني دولي. حكّم مباراة الذهاب من نهائي دوري أبطال آسيا 2017.